# NGC 248
NGC 248 je emisijska maglica u zviježđu Tukanu.

## Vanjske poveznice
- SEDS: NGC 0248